# Klimov RD-33
RD-33 là loại động cơ turbine phản lực cánh quạt có khả năng đốt sau được Liên Xô phát triển theo kế hoạch OKB-117 do S. P. Izotov (giờ là OAO Klimov) dẫn đầu. Việc phát triển loại động cơ này được thực hiện năm 1968, nguyên mẫu được thử nghiệm dưới mặt đất năm 1972, bắt đầu bay thử năm 1976 và bắt đầu sản xuất hàng loạt năm 1981 để trang bị trên dòng máy bay tiêm kích phản lực thế hệ thứ tư Mikoyan MiG-29. Động cơ được thử nghiệm trong môi các trường khác nhau từ -60 đến 60 °C và thậm chí có khi nhiệt độ lên tới 200 °C, tiêu chuẩn của động cơ là 1.500 km/h ở độ cao 11.000 m, tốc độ tối thiểu 350 km/h ở độ cao 15.000 m và 300 km/h ở độ cao thấp hơn 15.000 m. Động cơ có thể hoạt động ở tốc độ 1.700 km/h và đạt độ cao 20.000 m và trần bay để động cơ vẫn hoạt động là 21.500 m. Các mẫu nâng cấp cũng đã được phát triển với công suất cao hơn, bổ sung thêm chức năng đốt sau cũng như thêm khả năng kiểm soát vector lực đẩy giúp tăng khả năng cơ động cho máy bay. Buồng đốt hình khuyên với các ống dẫn phun sương nhiên liệu cùng công nghệ đánh lửa plasma để tạo hiệu quả cao trong việc tiêu thụ nhiên liệu và hạn chế việc thải ra khói do không đốt hết.
Loại động cơ này được thiết kế với khả năng hoạt động trong môi trường khắc nghiệt với thiết kế dạng khối gồm nhiều phần khác nhau để dễ dàng thay thế và bảo trì.

## Các phiên bản
- RD-33: Mẫu nguyên bản phát triển từ năm 1976 dùng cho các máy bay tiêm kích thế hệ thứ tư Mikoyan MiG-29.
- RD-33K: Mẫu sửa đổi nâng cấp trang bị trên MiG-29K và MiG-29M.
- RD-33 Series 2: Mẫu nâng cấp tăng thời gian sử dụng lên thêm 1.400 giờ so với nguyên bản để thay thế các động cơ cũ.
- RD-33 Series 3: Mẫu nâng cấp tăng thời gian sử dụng lên thêm 2.000 giờ so với nguyên bản để thay thế các động cơ cũ. Phiên bản này được trang bị trên môt biến thể nâng cấp và hiện đại hóa sâu của dòng tiêm kích MiG-29 là MiG-29SMT.
- RD-33 Series 3M: Mẫu nâng cấp sửa đổi để trang bị cho MiG-29K. Tăng thêm 8.700 kg lực đẩy khi đốt sau cũng như bổ sung thêm lực đẩy vectơ.
- RD-33B/NB: Mẫu không có khả năng đốt sau dùng cho các mục đích khác nhau.
- RD-33N (SMR-95): Mẫu sửa đổi để lắp cho các loại tiêm kích của phương Tây như Dassault Mirage F1 và Atlas Cheetah D-2 tại Nam Phi. Đây là loại động cơ dùng để xuất khẩu cho các máy bay chiến đấu nước ngoài đầu tiên của Nga. Tại nơi sử dụng nó được biết với tên SMR-95 và công suất tăng từ 1,2 đến 3 lần.
- RD-93: Mẫu sửa đổi để lắp cho các chiếc JF-17 Thunder của Trung Quốc với các thông số kỹ thuật giống phiên bản RD-33 nguyên bản. Phiên bản RD-5000B của loại động cơ này dùng để trang bị trên loại máy bay không người lái MiG Skat.
- RD-133: Mẫu nâng cấp sửa đổi tăng thêm 9.300 kg lực đẩy khi đốt sau và có khả năng kiểm soát vector lực đẩy. Với khả năng điều chỉnh ± 15° với tốc độ chuyển động 60°/s, giúp tăng độ cơ động và góc tác chiến của máy bay.
- RD-33MK: Mẫu nâng cấp thẳng từ nguyên bản với lực đẩy cơ bản tăng thêm 1.145 kg và khi đốt sau thêm 9.000 kg. Thiết kế buồng đốt hình khuyên, các ống dẫn phun sương nhiên liệu, đồng thời tích hợp công nghệ đánh lửa plasma giúp làm giảm khả năng phát xạ hồng ngoại, ánh sáng và không thải ra khói khi hoạt động cũng như hệ thống điều khiển hoàn toàn bằng điện tử (fly-by-wire). Với kích thước và trọng lượng được giữ nguyên so với nguyên bản. Được sử dụng trên các biến thể nâng cấp của MiG-29 như MiG-29K, MiG-29KUB và MiG-35. Thời gian sử dụng của loại động cơ này là 4.000 giờ.